# Soapserie
Een soapserie (kortweg: soap) is een televisieserie waarin van dag tot dag de belevenissen van personen in een fictieve wereld worden gevolgd. Vooral de emotionele interacties en de relaties tussen de hoofdpersonen staan in het middelpunt van de aandacht. Een aantal verhaallijnen lopen door elkaar en er is zelden een duidelijk eind aan de verwikkelingen.

## Geschiedenis
De eerste soap. maar dan alleen audio, is ontstaan in 1933. De Amerikaanse zeepfabrikant Procter & Gamble kocht dagelijks vijftien minuten zendtijd op een radiostation. Twaalf daarvan werden gebruikt om een hoorspelserie uit te zenden en de andere drie minuten werden gebruikt als reclame voor het zeepmerk Oxydol. Het voorbeeld werd al spoedig gevolgd door fabrikanten als Colgate-Palmolive en Unilever.
De naam 'soapserie' is afgeleid van het Amerikaanse 'soap opera'. Deze uitzendingen werden in de jaren 30 voor het eerst op de radio, en vanaf de jaren 40 ook op televisie uitgezonden en werden daar gesponsord door wasmiddelfabrikanten die het luisteren of kijken geregeld voor hun reclames onderbraken.
Inmiddels is het soapfenomeen zodanig gegroeid dat er televisiezenders zijn die niets anders uitzenden.

## Kenmerken
Sommige soapseries worden wekelijks, maar de meeste 4 à 5 maal per week uitgezonden. Er is dus voor de scriptschrijvers, het productie- en regieteam en de acteurs meestal weinig tijd voor de voorbereiding en het opnemen van de afleveringen. De dialogen zijn dan ook per scène vrij kort en de afleveringen worden op een efficiënte en goedkope manier opgenomen. De beelden bestaan vrijwel alleen uit mensen die met elkaar praten in een beperkt aantal decors, die telkens opnieuw terugkomen. Er wordt meestal veel gebruikgemaakt van close-ups van personages in de serie. Beeldwisselingen en -uitsneden volgen gewoonlijk een standaardconcept. Een voorbeeld van zo'n standaard techniek is het tweegesprek: In plaats van dat de acteurs elkaar aankijken, staat de ene acteur dicht bij de camera en de andere iets verder van de camera af. Beide acteurs kijken in de camera. De voorste acteur staat dus met zijn rug naar de achterste acteur; iets wat in de praktijk natuurlijk zelden gebeurt, maar op de televisie wordt zo de emotie van beide spelers weergegeven.
In een doorsnee soap wonen de hoofdrolspelers in één gebouw of gebied, en wordt het drama en leed uit het leven van mensen overdreven. Zo zijn er veel en ingewikkelde relaties waarvan de perikelen als scheiding en vreemdgaan uitgebreid aan bod komen, is (zelf)moord vaak een onderwerp en worden de emoties van de verschillende personages veel besproken.
Als er al echte gebeurtenissen optreden, worden deze niet vertoond, maar slechts besproken. Een ongeval is bijvoorbeeld een veelvoorkomende gebeurtenis in een soap. Het ongeval zelf komt niet in beeld, maar wel de gevolgen (de persoon in het ziekenhuis, liefst flink in het verband). Hetzelfde geldt voor een vechtpartij, een geboorte van een baby, etc. Ook als een persoon overlijdt wordt dat feit alleen besproken. Personen in de serie overlijden meestal niet aan ouderdom of ziekte, maar in onduidelijke omstandigheden, bijvoorbeeld in het buitenland. Dit maakt het mogelijk om een acteur die afscheid wil nemen van de serie, uit de serie te schrijven. Ook komt het voor dat personen om een of andere reden tijdelijk naar het buitenland gaan en daardoor even niet in de serie te zien zijn. Ook dit wordt dan alleen besproken. Dit maakt het mogelijk om acteurs tijdelijk uit de serie te schrijven als ze wegens omstandigheden geen tijd hebben om mee te doen met de soap, zodat ze de mogelijkheid hebben om er later weer in terug te keren.
Overige kenmerken:
- Voorspelbare verhaallijnen (relaties en problemen)
- Veel even belangrijke personages
- Veel verschillende verhaallijnen naast elkaar
- Stereotiepe personages
- Geen vooraf bepaald begin of einde
- Gebruik van cliffhangers

## Soorten soaps
De soap is een televisiegenre dat bestaat in allerlei soorten en mengvormen met andere televisiegenres, zoals met realitytelevisieprogramma's. Hier volgt een korte opsomming van enkele soapformats.
GlamoursoapDe glamoursoap is een klassieke soap die zich afspeelt in een wereld van luxe, glamour en glitter. De acteurs zijn vaak meer gekozen voor hun uiterlijk (bijvoorbeeld fotomodellen) dan voor hun acteertalent. Deze soaps bieden hun kijkers een vluchtweg uit de beslommeringen van het dagelijkse bestaan. Bekende voorbeelden zijn The Bold and the Beautiful (in Vlaanderen uitgezonden onder de titel Mooi en Meedogenloos), Dallas en Dynasty.
DocusoapDe docusoap is een mengvorm van een klassieke soap en een documentaire. Ze lijkt op de klassieke soap door de montage van verschillende verhalen door elkaar en door het gebruik van muziek om emoties te versterken. Toch verschilt ze van de klassieke soap doordat een bepaald onderwerp of thema (zoals in een documentaire) centraal staat, bijvoorbeeld eetstoornissen, een rijexamen afleggen, dierendokters, een huis opruimen. De personages zijn geen acteurs, maar gewone mensen die over een langere periode gefilmd worden en een getuigenis afleggen. In iedere aflevering wordt een stuk werkelijkheid ('tranche de vie') gefilmd. De hoofdrolspelers worden in hun natuurlijke omgeving gefilmd tijdens hun dagelijkse bezigheden zoals b.v. dierendokters, personeel op luchthaven, rijinstructeurs enz. Er wordt meestal een voice-over gebruikt:
- Het leven zoals het is met thema's zoals dierenartsen, rijlessen, het leven in de Marollen, het OCMW, het leven op de luchthaven;
-  Dat zal ze leren over de training van pubers op de zeevaartschool Sint-Andreas.

In een nieuw soort docusoaps worden gewone mensen bij wijze van experiment anachronistisch (in een vroegere natuurlijke omgeving) gevolgd. Een voorbeeld hiervan is De Jeugd van Tegenwoordig waarbij Vlaamse jongeren enkele weken op een internaat leven volgens het schoolregime van de jaren vijftig.
Historische soapsDe historische soap speelt zich af in vroegere tijden. Met name in Oost-Aziatische landen is dit soort soaps populair. De soaps spelen zich vaak af aan het hof van de keizer of koning. In China worden de series kostuumseries of kostuumdrama genoemd.
RealitysoapDe realitysoap verschilt van de klassieke soap omdat de personages deelnemers zijn aan een spel. De hoofdrolspelers worden in tegenstelling tot in de docusoap niet in hun natuurlijke omgeving gefilmd maar in een omgeving (een of andere al dan niet tijdelijke studio of op een of andere verre bestemming) die voor de deelnemers vreemd is. Vaak leven de deelnemers ook afgesloten van de buitenwereld. De eerste realitysoaps zoals Big Brother speelden in op het voyeurisme van de kijker door de hele dag alles te filmen. Soms beslissen in zo'n spelprogramma de kijkers mee wie er uit de soap moet verdwijnen of wie de prijs zal winnen. Er wordt ook, zoals in de docusoap, een voice-over gebruikt. Voorbeelden in Nederland en Vlaanderen zijn Big Brother, Utopia/Utopia 2, Expeditie Robinson en The Block(in Nederland uitgezonden als Het Blok)
CelebritysoapDe celebritysoap is een van de jongste telgen in de soapfamilie. Ze ontstond op de Amerikaanse MTV toen die een soap maakte met in de hoofdrol de familie van de rockster Ozzy Osbourne. De celebritysoap lijkt op een docusoap met als enige verschil dat niet gewone mensen in hun dagelijkse bestaan gevolgd worden, maar een beroemdheid (een celebrity) en zijn familie. Voorbeelden hiervan in Nederland en Vlaanderen zijn De Pfaffs, Chateau Meiland, De Planckaerts, Château Planckaert en De Verhulstjes.
DocufictieIn docufictie spelen acteurs de hoofdrol in een fictieve docusoap. De dialogen tussen de acteurs liggen in het script niet vast en de acteurs krijgen heel veel ruimte om zelf te improviseren. Een voorbeeld hiervan in Vlaanderen was Kaat & co.
TelenovelleHet nieuwste soapgenre is de telenovelle. Dit genre is gebaseerd op de Zuid-Amerikaanse telenovela. Deze soapsoort loopt niet eindeloos door, maar telt precies 180 afleveringen. Vaak staat een vrouw centraal en eindigt de reeks met een happy end zoals een huwelijk. Voorbeelden hiervan in Vlaanderen zijn Emma, Sara, LouisLouise, David en Ella.
RegiosoapMet name in Nederland ontstonden vanaf 2003 zogenoemde regiosoaps: soaps die zich duidelijk in een bepaalde streek of provincie afspelen. Vaak (gedeeltelijk) in de streektaal en in eerste instantie ook alleen door de regionale omroep uitgezonden (de meeste zijn inmiddels ook door de landelijke omroepen uitgezonden). Strikt genomen zijn dit misschien geen echte soaps omdat er maar een beperkt aantal afleveringen zijn die slechts eens per week uitgezonden worden. Maar alle andere kenmerken van soaps zijn wel aanwezig. Voorbeelden zijn Nachtegaal en Zonen in Utrecht, Baas Boppe Baas en Dankert en Dankert in Friesland, Van Jonge Leu en Oale Groond in Twente, De Hemelpaort in Limburg, Boven Wotter in Groningen en Pauwen en Reigers in Zuid-Holland.
KindersoapsIn 2002 ontstond de eerste kindersoap in België namelijk Spring en dat was een groot succes. En sindsdien kwamen er ook Nederlandse kindersoaps zoals: TopStars (dit was de Nederlandse remake van Spring), ZOOP, Het Huis Anubis, SpangaS, Hotnews.nl, Het Huis Anubis en de Vijf van het Magische Zwaard en De Elfenheuvel bij.

## Rolovernames
Acteurs worden bij de soaps makkelijk vervangen. Een Engels term daarvoor is recast. Acteur A vertrekt bij aflevering 2573 en zijn rol wordt bij aflevering 2574 overgenomen door acteur B. Vaak wordt er een aankondiging gedaan aan het begin van de eerste scène die acteur B doet. Bij de Nederlandse soapseries verschijnt er een tekst zoals "De rol van Charlie Fisher wordt nu gespeeld door Lieke van Lexmond". Bij Amerikaanse soapseries klinkt een stem, een zogenoemde announcer, die dus iets zegt zoals "The role of Thorne Forrester will now be played by Winsor Harmon". Soms is een acteur zo ziek geworden dat er snel een vervanger geregeld moest worden. Dan wordt er ook meegedeeld op televisie, via gesproken bericht of tekstregel, dat een rol tijdelijk gespeeld wordt door een ander. Het verhaal kan ondanks de ziekte van een acteur doorgaan door middel van een vervanger. Vervangen is echter niet altijd mogelijk. Toen actrice Ann Petersen op 11 december 2003 plotseling stierf, moest het script van de serie Thuis aangepast worden. Het personage Florke moest in de serie eveneens plotseling sterven. In 2009 werd in Thuis acteur Josip Koninckx ontslagen als vertolker van Franky Bomans, aangezien de uitdieping van het personage niet kon vanwege de Belgische wet op kinderarbeid. Koninckx werd vervangen door de oudere Braam Verreth waardoor Franky ineens ook een paar jaar ouder was. In 2011 stapte Verreth op en werd de rol gegeven aan Jef Hoogmartens. Koninckx, Verreth en Hoogmartens hebben onderling geen uiterlijke gelijkenissen. 
Een opmerkelijke rolovername is die van het Goudkust-personage Henri van Cloppenburg in aflevering 432. In die aflevering zijn zowel Rutger Weemhoff als Filip Bolluyt te zien als Henri van Cloppenburg. Nooit eerder was het voorgekomen dat een rolovername in een en dezelfde aflevering te zien was.

## Soapafleveringen
Per aflevering gebeurt er vrij weinig, waardoor de serie makkelijk te volgen is als een aantal afleveringen gemist wordt.
Elke aflevering eindigt met een spannende cliffhanger, die ervoor zorgt dat de kijker vooral de volgende aflevering niet wil missen. Soapseries houden zo hun publiek vast.

## Verschillen tussen soapseries
GTST (Goede tijden, slechte tijden) en ONM (Onderweg Naar Morgen) verschillen tegenwoordig qua verhaalstijl: GTST is een mengelmoes van realiteit en soapfantasie. ONM is realistischer aangelegd en behandelt vaker sociale thema's. Recentelijk is het gebleken dat de kijkcijfers van GTST vaker lager uitkwamen dan voorheen: de kans is groot dat er anders verhalen verteld worden of dat men meer op families richt in plaats van jongeren. ONM veranderde helemaal sinds diens overstap naar de publieke omroep BNN. Het is veel meer op jongeren gericht en de soap gaf ineens aan dat het allemaal in de grote stad Amsterdam afspeelde.
The Bold and the Beautiful is gekenmerkt door de traagheid van het verhaal. Soms (vooral in de beginjaren) staan twee personages met elkaar twee afleveringen lang met elkaar te praten in hun woonkamer.
As the World Turns is een typische Amerikaanse daytimesoap, die qua tempo veel vlotter is dan diens concurrent The Bold and the Beautiful. Beide soaps, evenals andere Amerikaanse soaps, kennen heel wat absurde verhaallijnen zoals uit de dood herrezen worden. De bekendste verhaallijn komt wellicht uit Dallas waar hoofdpersonage Bobby Ewing, gespeeld door Patrick Duffy, in de laatste aflevering van seizoen 8 sterft. Op het einde van seizoen 9 keerde Bobby (alsook acteur Duffy) terug en werd duidelijk dat alles wat in het afgelopen seizoen gebeurde een droom was van diens vrouw Pamela (Victoria Principal) met grote gevolgen, acteurs die hun entree maakten in dat seizoen werden ontslagen en uitgekocht en vervolgens pakte men de draad weer op bij het einde van seizoen 8, seizoen 9 wordt ook wel het "Dream-Season" genoemd. In de Belgische soap Familie stierf het personage Marie-Rose De Putter tijdens een helikoptercrash in 1998. In 2005 keerde het personage terug met de uitleg dat ze door langdurig geheugenverlies haar familiebanden niet meer vond.
Ook tijdsprongen of leeftijdssprongen komen regelmatig voor. In de Belgische soap Familie sprong men in 1997 zeven jaar vooruit en in 2006 nog eens drie jaar. Door deze tijdsprong werden jongere acteurs gerecast door oudere, maar de oudere acteurs werden niet vervangen. Zo vierde men in de allereerste aflevering de 64ste verjaardag van Anna Dierckx die, volgens de tijdsprongen, anno 2012 95 jaar moet zijn terwijl ze er toen 86 was en nog actief meespeelt.

## Populariteit Amerikaanse en Nederlandse soaps op de Nederlandse televisie
As the World Turns is populairder dan ooit. De soap wordt elk namiddag op RTL 4 uitgezonden en geniet gezonde kijkcijfers. Sinds de overstap van RTL 4 naar SBS6 is The Bold and the Beautiful veel minder populair geworden. Kijkcijfers zijn nog verder gekelderd, sinds de verhuizing van 18 naar 17 uur (recht tegenover ATWT) op SBS6. In de hoogtijdagen genoot B&B hoge kijkcijfers, met een gemiddelde van 1,2 miljoen.
Onderweg naar Morgen had consistente kijkcijfers, maar haalde met de laatste aflevering met moeite 300.000 kijkers. Gemiddeld haalde ONM 500.000 kijkers in de laatste jaren. Goede tijden, slechte tijden heeft gemiddeld 1,5 miljoen kijkers.

## Internetsoaps
Internetsoaps zijn soaps, zoals op televisie of radio, maar dan meestal geschreven in de vorm van een serie verhalen op het internet. Men zou ze kunnen beschouwen als een type themaweblog. Het aantal internetsoaps dat gebruikmaakt van video was in 2006 nog erg klein, maar kent een grote groei door middel van websites zoals YouTube.
Er zijn twee soorten internetsoaps:
- Een fictieve soap is helemaal zelf bedacht, met alle personages en verhaallijnen. Idee en uitwerking zijn totaal in de handen van de schrijver.
- Een spin-off is geïnspireerd op een bestaande soap, vergelijkbaar met wat fanfictie is voor een boek of film.